# 道の駅しらまの里

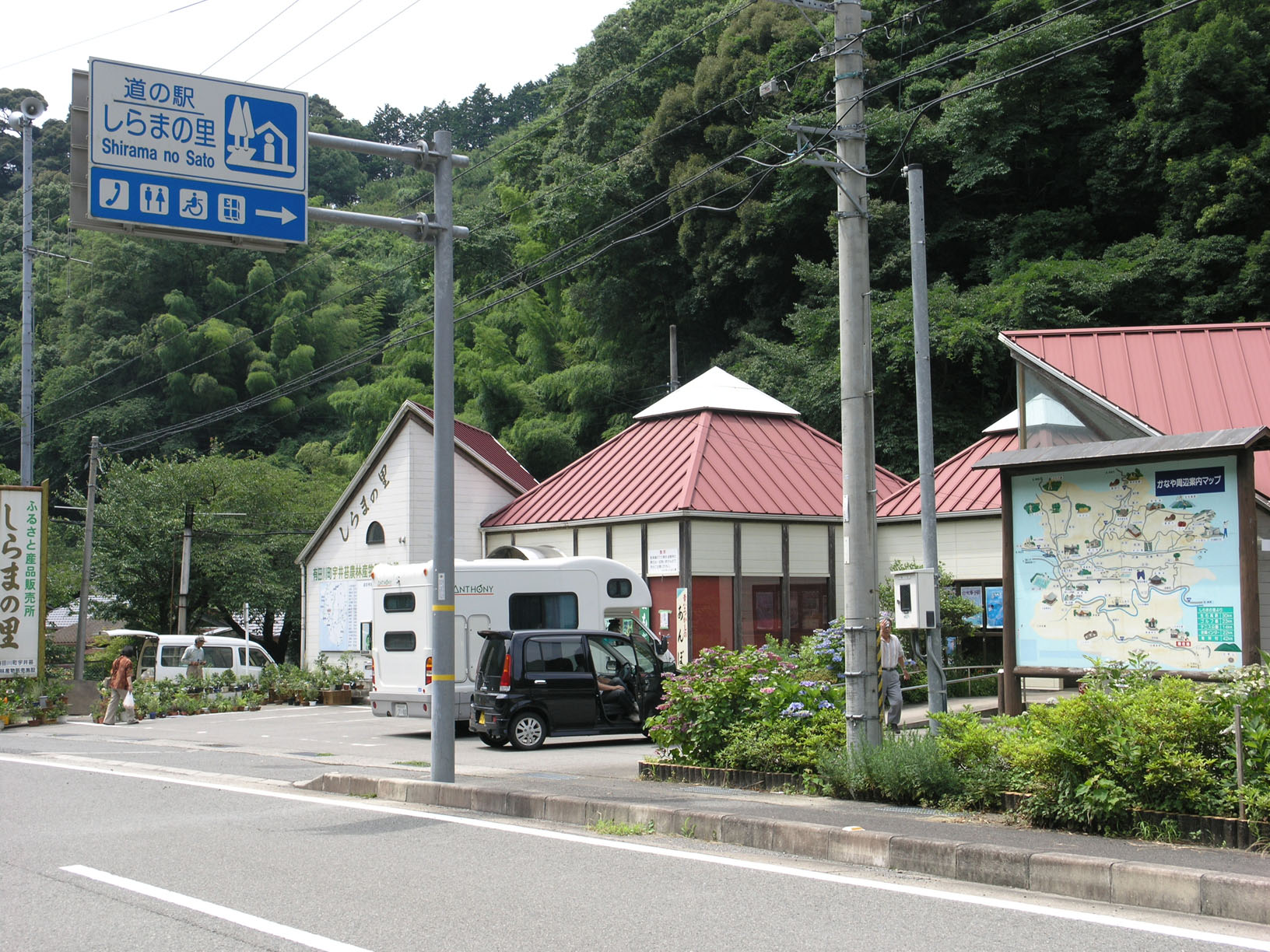
リニューアルオープン前の道の駅しらまの里

道の駅しらまの里（みちのえき しらまのさと）は、和歌山県有田郡有田川町宇井苔（ういごけ）にある国道424号の道の駅である。

## 施設
当道の駅は、日本一小さい道の駅となっている（小学館『週刊ポスト』が調査した2018年時点）。なお、札幌テレビ放送『どさんこワイド』の調査では、東牟婁郡古座川町にある道の駅瀧之拝太郎が和歌山県内で最も小さい道の駅としている（建物のみ、2019年時点）。また、同番組では、北海道檜山郡江差町にある道の駅江差が日本一小さい道の駅とした（建物のみ、2019年時点）。
- 駐車場
  - 普通車：20台
  - 大型車：2台
  - 身障者用駐車場：2台
- トイレ
  - 男：大・小4
  - 女：5
  - 身障者用：1
- 休憩コーナー
- 情報コーナー
- 農林産物直売所

### 管理団体
- 設置者：有田川町
- 指定管理者：宇井苔区[5]

## 休館日
- 1月1日

## アクセス
- 国道424号[3] - 登録路線
- 阪和自動車道有田ICより約40分。

## 周辺
- 修理川
- 産王神社
- 白馬の滝
- かなや明恵峡温泉
- 有田巨峰村観光ブドウ園